# Jean-Louis Costes (artiste)
Pour les articles homonymes, voir Jean-Louis Costes et Costes.
Jean-Louis Costes, né le 13 mai 1954 à Paris, est un artiste performeur, musicien, cinéaste, dessinateur et écrivain français.

## Biographie
Jean-Louis Costes grandit à Croissy-sur-Seine où il apprend le piano. Tout en faisant des études d'architecture, il joue dans des groupes de rock amateurs et voyage en Afrique, en Amérique du Sud et en Asie. Son passage par l'Inde lui laisse plutôt un goût amer : les hippies ont colonisé et massacré les lieux. Il revient avec un tatouage sur les doigts et un sur l'épaule.

### Musique et scène
À partir de 1986, la musique devient son activité principale et il quitte son poste d'architecte. Il cesse de jouer dans des groupes pour créer seul des chansons aux paroles crues, oscillant entre mélodies et bruitisme, et évoquant parfois des thèmes politiques.
Sur scène il présente ses opéras « pornos-sociaux », des comédies musicales paroxystiques trash et violentes, qui peuvent choquer. Il pratique un humour inspiré à la fois par l'underground new-yorkais, les chansonniers français et les rites vaudou, basé sur le non-sens, l'état de transe, la scatologie, la satire et la pornographie. Costes danse nu, se recouvre de faux excréments, hurle des propos incohérents et vulgaires. Le son est très agressif, le synthétiseur et la voix très saturés, le rythme cassé. Son style provoque tant que certaines salles underground lui demandent d'abréger ses concerts.
En 2002 et 2003, avec les performers Gyula Noesis, Marie-Claire Cordat et Tristan de la Cave, il crée internationalement (France, Italie, Suisse, Autriche, Allemagne, Belgique, Hollande, Pologne, Écosse, Angleterre et États-Unis) le spectacle Le Culte de la Vierge, un opéra « porno-social », dans lequel la vierge Marie est une poupée gonflable.
Très prolifique, il a produit plus de 70 albums, des dizaines de cassettes audio et de vidéos (comprenant des longs et courts métrages) et 20 opéras joués en Europe, en Amérique du Nord et au Japon. Cette productivité depuis plusieurs dizaines d'années fait de lui un artiste culte de la culture underground.[réf. nécessaire]
Le 15 mars 2008, Costes se produit au festival Banlieues Bleues à Pantin, lors d'un concert organisé par Noël Akchoté, une performance qui se veut « sans théâtre ni nudité » ; seul au piano, il interprète des compositions sur le thème des contes de fées. Il est rejoint par plusieurs jazzmen et bluesmen du festival qui viennent improviser sur ses morceaux à la fin de son concert.[réf. nécessaire]
En décembre 2008, il se joint au duo de musiciens electro-pop Krisha afin de former le trio Costes and the Krishees. Costes en est le parolier et chanteur, les Krishees se chargeant de la musique (guitare et synthétiseur) et des arrangements.[réf. nécessaire]
En 2013-2015, Jean-Louis Costes est invité plusieurs fois à jouer aux Instants Chavirés, à Montreuil (93). L'un de ces concerts, lors duquel il joue son répertoire sur un piano à queue, va donner lieu à un disque live : Le Fantôme d'Archie Shepp (Disques Charivari).

### Cinéma

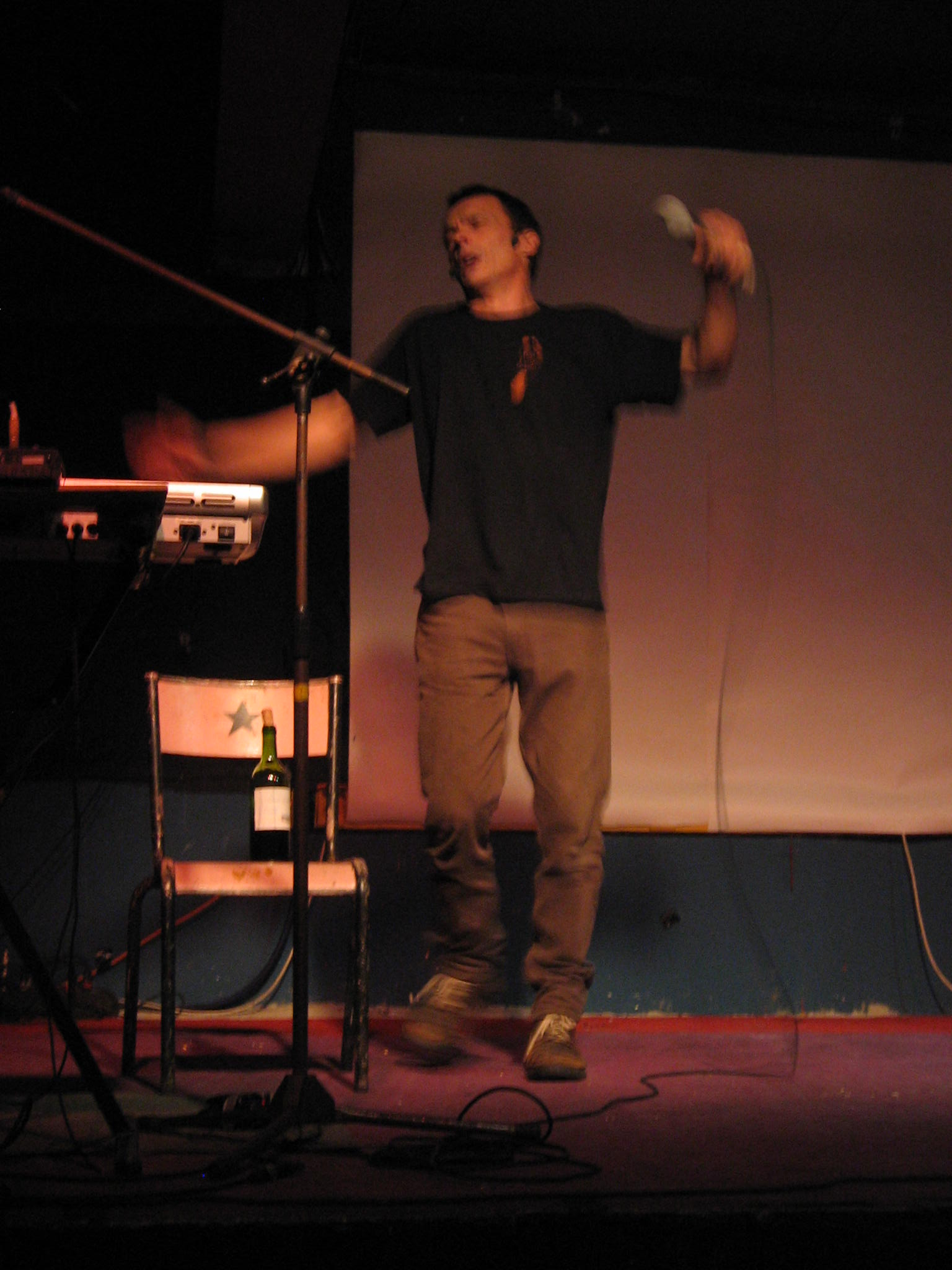
Jean-Louis-Costes en concert à Dijon en juin 2009.

Parallèlement il réalise des films, dont cinq longs-métrages et une vingtaine de courts-métrages.
Il apparaît dans divers longs-métrages d'autres réalisateurs dont Baise-moi de Coralie Trinh Thi et Virginie Despentes, et Irréversible de Gaspar Noé, expérience qui le laissera dubitatif et sur laquelle il publiera un texte lapidaire.
Au mois de juillet 2006, entouré de Mick Gondouin, Ludovic Berthillot et Régis Desfeux, il tourne dans le court-métrage Œil pour Œil, dont il compose également la bande originale.

### Littérature
En 1995 et 1996, Jean-Louis Costes publie Systèmes sexuels et Amour m'a tué, deux recueils de textes avec des illustrations d'Anne Van der Linden.
À partir de 1997, il écrit des nouvelles pour des sites internet et des revues indépendantes, notamment Hermaphrodite, Cancer!, TsimTsoûm ou encore Bordel et Freak Wave.
En 1999, il publie un premier roman-photo, Caca yoga, aux éditions Bongout, et rédige également un texte, Mon grand-père, immigré fasciste raciste anti-français, publié en 2002 par les éditions Hache.
En 2003, son premier roman, Viva la merda !, est publié par les éditions Hermaphrodite.
En 2006, un roman, Grand Père, est publié chez Fayard : il s'agit de la nouvelle Mon grand-père…, augmentée de 300 pages. Il en lit un passage dans l'émission Tout le monde en parle, un de ses rares passages à la télévision.
Un 2007, un autre roman, Un bunker en banlieue, refusé par Fayard ainsi que 23 autres maisons, est finalement diffusé par les éditions Eretic. La même année aux éditions Le dernier cri paraît Pot Pourri, un recueil des chansons de Costes illustrées par Anne Van der Linden.
En 2010, il publie une bande dessinée, Le Prince du cœur, chez les Requins marteaux.
En 2012 paraît le premier ouvrage consacré à l’œuvre musicale, scénique et graphique de Jean-Louis Costes : L'Art brutal de Jean-Louis Costes, aux éditions Exposition radicale. Cette publication collective réunit les travaux d'historiens de l'art, de philosophes, d'artistes et de critiques proposant une approche esthétique de son œuvre. La même année, Costes publie Seul l'anal est légal et Socialisme satanique, deux ouvrages à tirage limité.
En 2013 paraît le roman Guerriers amoureux, aux éditions Eretic, ainsi que SDF du cul, un recueil de chansons illustrées.
En 2014, Jean-Louis Costes réédite Grand Père, dans une édition de luxe, préfacée par Raphaël Sorin et illustrée par Anne Van der Linden.
En 2016, Jean-Louis Costes confie au webzine METEO une partie de sa vie à travers les morceaux musicaux qui l'accompagnent.
En 2019 paraissent simultanément deux romans : L'Arbre à Loques et Underground Hitler (éditions Eretic).

## Œuvres

### Filmographie

#### Acteur
- 1995 : I Love Snuff, court-métrage de Jean-Louis Costes et Yves Pierog
- 1997 : Petit songe, court-métrage de Marie Anne Lecomte
- 1997 : Amazonie, court-métrage de Marie Anne Lecomte
- 1999 : Morpho, court-métrage de Jean-Louis Costes
- 1999 : Jenseit der rosen, film d'Axel Meese
- 2000 : Intestins fragiles, film de Pascal Toussaint et Xavier Liberman, scénario d'Anne Van der Linden
- 2000 : La Citerne, court-métrage d'Anne Van der Linden
- 2000 : Baise-moi, film de Coralie Trinh Thi et Virginie Despentes – La truie
- 2001 : Nom de code : Sacha, court-métrage de Thierry Jousse – Un client du sex-shop
- 2001 : Lilith, film d'Ovidie – Le gardien de musée
- 2002 : Alice au pays des portables, film de Jean-Louis Costes et Darline Monfort
- 2002 : Menstruation of the crawfish, court-métrage de Viriginie Marchand
- 2002 : Irréversible, film de Gaspar Noé – « Fistman »
- 2003 : Vaincre, film de Francois Rosso – Une hallucination
- 2004 : Lebenspornografie, film d'Edwin Brienen – La star du porno
- 2004 : Jusqu'à l'aube, court-métrage de Jérôme Martin
- 2006 : Œil pour œil, court-métrage de Frédéric Polizine – Le dealer
- 2008 : Haram, film d'Arthur Syphilis
- 2018 : En Fumée, film de Quentin Papapietro

#### Compositeur
- 1995 : I Love Snuff, court-métrage de Jean-Louis Costes et Yves Pierog
- 1999 : Morpho, court-métrage de Jean-Louis Costes
- 2002 : Alice au pays des portables, film de Jean-Louis Costes et Darline Monfort
- 2004 : Lebenspornografie, film d'Edwin Brienen – Participe à la B.O.
- 2006 : Œil pour œil, court-métrage de Frédéric Polizine

#### Réalisateur
- 1992 : Le Fils de Caligula
- 1995 : I Love Snuff, court-métrage coréalisé par Yves Pierog
- 1999 : Morpho, court-métrage
- 2002 : Alice au pays des portables, film coréalisé par Darline Monfort

#### Scénariste
- 1995 : I Love Snuff, court-métrage de Jean-Louis Costes et Yves Pierog
- 1999 : Morpho, court-métrage de Jean-Louis Costes
- 2002 : Alice au pays des portables, film de Jean-Louis Costes et Darline Monfort

#### Divers
- 2015 : Jolie chanson, documentaire de Vincent Guilbert

### Ouvrages

#### Romans et nouvelles
- Caca yoga, roman-photo, éd. Bongout, 1999
- Mon grand-père, immigré fasciste raciste anti-français, nouvelle, éd. Hache, 2002
- Viva la merda !, roman, éd. Hermaphrodite, 2003
  - rééd. Eretic art, 2013
- Grand-père, roman, Fayard, 2006
  - rééd. Eretic art, préface de Raphaël Sorin, illustrations d'Anne Van der Linden, 2014
- Un bunker en banlieue, roman, éd. Eretic art, 2007
- Socialisme satanique, nouvelle accompagnée d'un dessin original, éd. La Belle époque, 2012
- Guerriers amoureux, roman, éd. Eretic art, 2013
- La Dernière Croisade, roman, éd. Eretic art, 2018
- L'Arbre à loques, roman, éd. Eretic art, 2019
- Underground Hitler, roman, éd. Eretic art, 2019

#### Bandes dessinées
- Le Prince du cœur, éd. Les Requins marteaux, 2010
- Seul l'anal est légal, éd. Christofis-Yannopoulos, 2012
- Guerriers amoureux, en collaboration avec Chloé Mathiez, éd. Eretic art, 2016
- Nazicon, éd. Eretic-Art, 2020

#### Recueils de textes
- Systèmes sexuels, dessins d'Anne Van der Linden, éd. Chacal puant, 1995
- Amour m'a tué, dessins d'Anne Van der Linden, éd. Chacal puant, 1996
- Une fois mort tu t'en branleras et tu l'oublieras, chansons illustrées Bruno Richard, 1999
- Pot Pourri, chanson illustrées par Anne Van der Linden, éd. Le dernier cri, 2007
- SDF du cul, recueil de chansons illustrées, éditions Cacakids, 2013
- 20000 coups, textes et dessins, Éditions La Belle Époque, 2016

## Problèmes judiciaires
L'UEJF, le MRAP ou[évasif] la LICRA l'ont attaqué en justice en 1997-1998 pour la mise en ligne sur son site d'extraits du CD Livrez les blanches aux bicots. Les parties civiles estimaient qu'il s'agissait d'une incitation à la haine raciale, tandis que Thierry Lévy, avocat de Costes, y voyait une représentation destinée à mettre en avant les limites de la pensée raciste en poussant sa logique jusqu'à son paroxysme, parfaitement absurde (« Quel raciste conséquent tiendrait de tels propos ? »).
Le 15 décembre 1999, Jean-Louis Costes est condamné à 50 000 FF d'amende avec sursis par la cour d'appel de Paris, mais cet arrêt est cassé le 27 novembre 2001 par la Cour de cassation au motif que les délits de diffamation raciale ne sont pas des délits continus, à savoir que le délai de prescription de trois mois sur Internet court à partir de la première publication. L'affaire est alors renvoyée devant la cour d'appel de Paris ; le 27 janvier 2004, celle-ci condamne de nouveau Jean-Louis Costes, considérant qu'en changeant le nom de domaine de son site, Jean-Louis Costes en a facilité l'accès, ce qui équivaut à une re-publication. Cet arrêt de la cour d'appel de Paris est également cassé par un arrêt de la Cour de cassation daté du 6 janvier 2009. La haute juridiction clôt cette très longue affaire en constatant l'extinction de l'action publique. La Cour de cassation affirme à cette occasion un principe important selon lequel « la simple adjonction d’une seconde adresse pour accéder à un site existant ne saurait caractériser un nouvel acte de publication de textes figurant déjà à l’identique sur ce site. »
Les livres Je gagne toujours à la fin de Tristan-Edern Vaquette, et Les Singes enchanteurs de Monierza Molia, consacrent quelques chapitres à cette affaire. Le philosophe Yann Kerninon consacre également plusieurs pages de son essai Jean-Louis Costes ou le fou qui est en nous à démontrer le non-sens absolu des accusations de racisme contre Costes.